# Fotocomposizione
La fotocomposizione è il procedimento di composizione tipografica realizzato con mezzi elettronici e fotografici.
Apparsa negli anni 1950, la fotocomposizione ha consentito l'eliminazione del piombo, tipico della composizione tipografica tradizionale, e il trasporto diretto della composizione su una lastra da utilizzare nella stampa offset. Al posto del complesso di fondita della linotype e della monotype vi era una macchina fotografica e al posto delle matrici tradizionali si impiegavano speciali matrici recanti i vari segni (lettere, numeri, ecc.) in negativo su pellicola trasparente.
La digitalizzazione dell'intero procedimento di stampa (desktop publishing) ha comportato il superamento della fotocomposizione ed ha sancito il suo progressivo abbandono negli anni 1990.

## Descrizione

Terminali video-correttori nella sala composizione di una tipografia.

Composizione di pubblicità commerciale (in alto) e di titoli complessi su più colonne (in basso).

Il compositore usa una macchina chiamata “fotocompositrice” (detta anche "fotounità"), la quale dapprima compone automaticamente il testo utilizzando supporti esterni, come nastro magnetico, disco ottico o schede di memoria elettronica. Quindi il testo viene impressionato su una pellicola fotografica che, sviluppata, viene utilizzata per la preparazione delle forme da stampa.

La fotocomposizione è un processo di composizione tipografica "a freddo". Rappresenta l'evoluzione della cosiddetta composizione "a caldo", usata fino a quel momento per la sola stampa tipografica, da macchine linotype. In queste ultime, infatti, veniva usato un crogiolo contenente piombo fuso (da cui il termine "composizione a caldo") per la formazione dei tipi di carattere in piombo a rilievo. La fotocomposizione invece veniva coerentemente definita composizione "a freddo", perché eseguita da un computer dedicato all'immissione dei testi e da una fotounità (fotografica dapprima e con tubo a raggi catodici, oppure con un flash che illuminava un disco matrice contenente i tipi ed in seguito un laser) ad esso collegata che non aveva parti calde. Il risultato di tale processo era una pellicola contenente l'impaginato che avrebbe impressionato una lastra da utilizzare nella stampa offset. Le "uscite" del processo di fotocomposizione erano utilizzate inoltre anche in tutti quei processi in cui veniva richiesta un'alta definizione di caratteri su una pellicola trasparente, come per esempio, per le matrici nella produzione di timbri e di cliché.
Le matrici di caratteri delle fotocompositrici erano fisiche e venivano realizzate su pellicola (tipo Editwriter della Compugraphic Corporation) o su pesanti dischi di cristallo trasparente (tipo Euorocat della Bobst). Una sola famiglia di stili aveva un costo elevato e solo negli anni 1990 incominciarono ad apparire i primi caratteri digitalizzati, più economici e meno ingombranti. 

## Storia e descrizione del procedimento

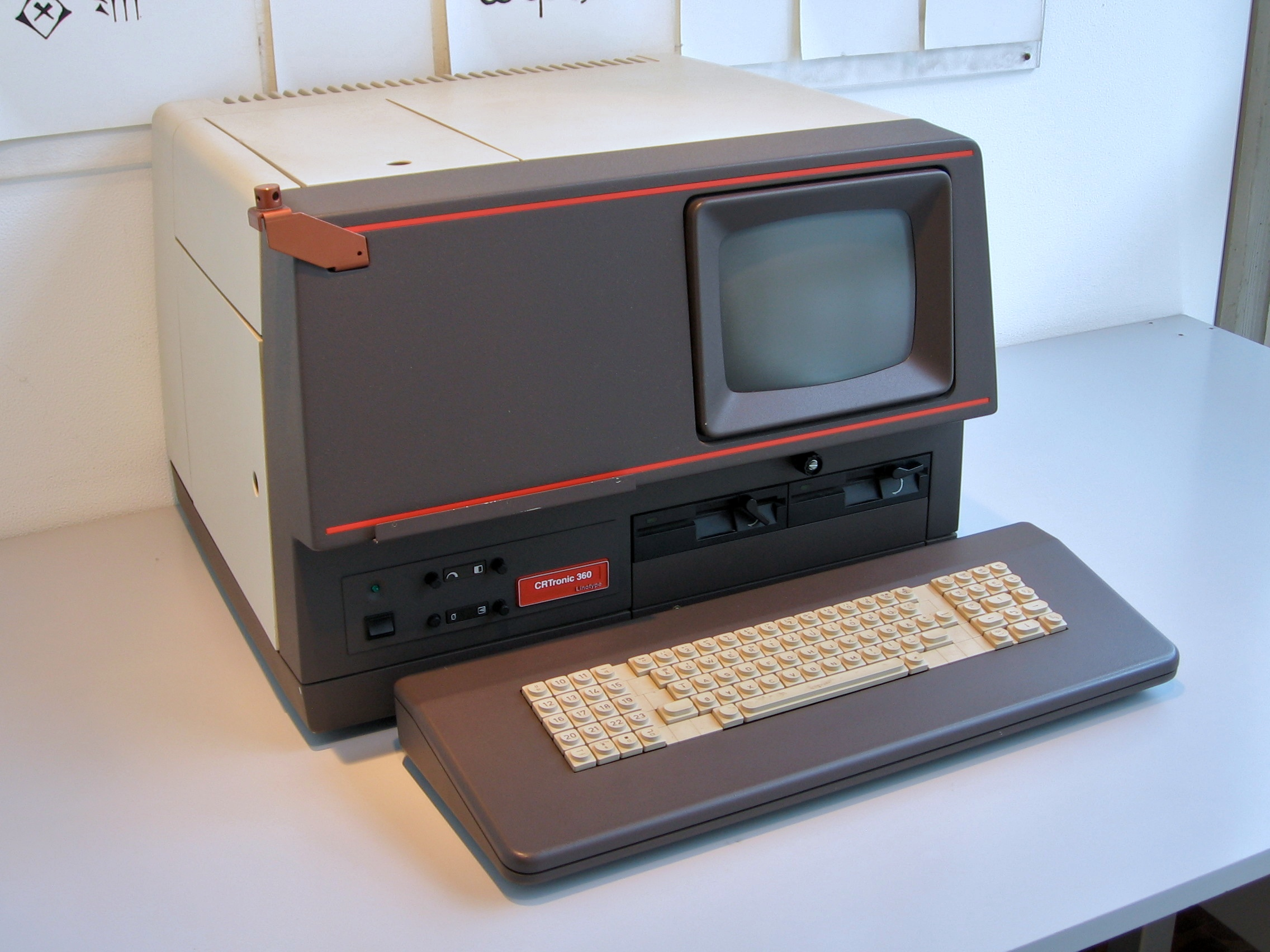
Un terminale di fotocompositrice tradizionale: la Linotype CRTronic 360.

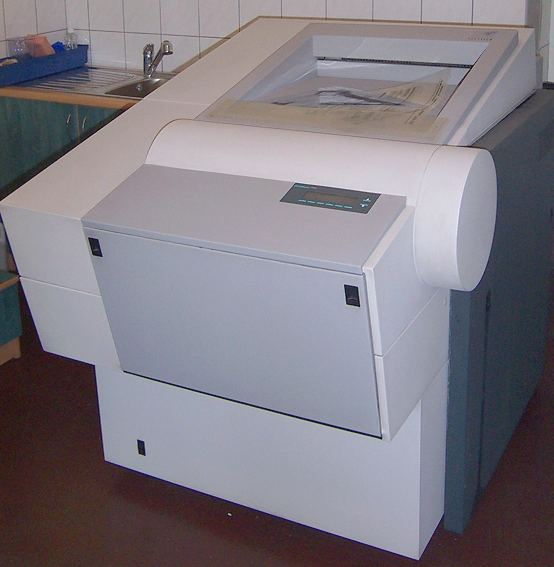
Una fotounità evoluta CTF degli anni 1990: la Flasheuse ScanView DotMate5000.

Le fasi storiche della fotocomposizione sono state tre:
1. riproduzione dei caratteri per via ottica;
2. riproduzione dei caratteri per via elettronica sullo schermo di un tubo a raggi catodici di altissima precisione;
3. ad essere impressa (non incisa), saltando alcuni passaggi per andare in stampa, è direttamente la lastra (termica, viola o UV tradizionale).

La prima fotocompositrice che riproduceva i caratteri per via ottica apparve alla fine degli anni Quaranta. Progettata da Louis Moyroud e René Higonnet, si chiamava Photon 200. Con questa macchina si realizzò la separazione fra le funzioni di input (da tastiera) e quelle di output (la "unità fotografica").
Un ulteriore sviluppo della fotocomposizione fu rappresentato dall'incorporazione nelle fotocompositrici di minicomputer, innovazione avvenuta fra il finire degli anni 1960 e l'inizio degli anni 1970. La diffusione della fotocomposizione che ne conseguì fu dirompente e provocò il definitivo tramonto della composizione “a caldo”.
Alle fotocompositrici di seconda generazione si arrivò con l'adozione, oltre che di minicomputer incorporati, anche di tubi a raggi catodici (CRT) ad alta risoluzione come mezzo per la riproduzione dei caratteri da comporre. Nelle fotocompositrici di seconda generazione il processo era interamente elettronico. L'unica parte meccanica rimase il sistema di avanzamento della carta. Vary-typer, Fotosetter, Rotofoto, Diatype sono solo alcuni dei modelli appartenenti a questo periodo. Con le loro tecnologie questi sistemi furono i veri precursori di tecnologie che, elaborate e rese più sofisticate, sarebbero state adoperate da case come Compugraphic (Editwriter e Mcs), Berthold, Bobst Eurocat, Mergenthaler Linotype (Linotronic) e Monotype, che dominarono il mercato tra gli anni ottanta e gli anni novanta.
Negli anni 1980 i sistemi collegati a macchine fotocompositrici elaboravano il testo senza spazi bianchi (testo chilometrico) cioè "giustificavano" solo dopo che la scrittura del testo fosse terminata. Infatti, dopo la stesura del testo si imponevano i parametri di stile, corpo, lunghezza della riga e relativa interlinea. Quando veniva dato l'avvio l'intero testo veniva giustificato (formattato) in base ai parametri dati in testa (all'inizio del testo). Sui terminali si potevano osservare le righe delle pagine che scorrevano velocemente, processo che richiedeva a volte decine e decine di minuti (secondo la lunghezza del fotocomposto). Era come se il testo fosse unito una parola dopo l'altra ed una riga dopo l'altra, ininterrottamente per chilometri (da cui chilometrico) e solo dopo le giustificazione il testo assumeva la veste grafica scelta dall'operatore.
Altri limiti di queste macchine: non lavoravano in background; il multitasking era praticamente inesistente, ragion per cui, quando il fotocompositore "giustificava", si aprivano enormi tempi morti non potendo operare in alcun modo sulla fotocompositrice per la creazione di un nuovo lavoro. Le fotocompositrici degli anni 1980 inoltre non erano programmate per mettere le note a piè di pagina: esse dovevano essere create separatamente. Le tipolitografie che realizzavano "edizioni" oltre alla fotocompositrice standard erano attrezzate anche con un sistema di fotocomposizione costosissimo dedicato alle sole "edizioni", che permetteva di mettere note in automatico.
Solo verso l'inizio degli anni 1990 si ebbero i primi impaginatori, o Preview. Questi ricevevano i dati dal monitor principale su cui si erano precedentemente immessi i testi in "chilometrico". Questi dati venivano visualizzati dal Preview, corretti a video, opportunamente impaginati e quindi mandati in stampa alla fotounità. Il Preview risolveva molti problemi, perché verificando a video l'esattezza dello scritto (e di altre caratteristiche grafiche come il giusto stile, il corpo, l'interlinea e la crenatura), permetteva un risparmio in tempi e costi. Prima della nascita del Preview, infatti, bisognava necessariamente sviluppare la carta del fotocomposto per controllare e correggere le bozze, verificare l'impaginato per poi rimandare il lavoro finale così corretto ad un'altra stampa su carta, svilupparla nuovamente e visionarla. Se tutto era in ordine, si procedeva alla realizzazione della pellicola fotografica fotocomposta. Un metodo lento e dispendioso. Un ulteriore vantaggio del Preview era poter visualizzare contemporaneamente, oltre che il semplice testo, anche immagini, disegni e diagrammi. Si poteva in definitiva visualizzare a video un menabò vero e proprio.
Ad assestare un vero colpo alla fotocomposizione fu, sempre negli anni 1990, l'avvento di nuovi programmi di grafica digitale per PC, in particolar modo il sistema grafico che immise sul mercato la Apple con il suo Macintosh. Stampanti laser ad alta risoluzione fecero il resto. I terminali di fotocomposizione cessarono di essere sistemi "dedicati" e le postazioni di lavoro furono sostituite da semplici PC e Macintosh che elaboravano, impaginavano testi e ritoccavano foto. Non si doveva più acquistare un «sistema di fotocomposizione», ma la sola fotounità. I piccoli litografi inoltre, si accorsero che per eseguire la maggioranza del loro lavoro commerciale potevano fare a meno della fotounità. Essi affidarono, infatti, ai service di fotocomposizione i lavori più importanti (ad esempio lavori con retinati particolari, edizioni pregiate o a più colori) realizzando la stragrande maggioranza del lavoro rimanente in casa senza fotounità. Questo comprendeva la realizzazione di "pseudo-pellicole" per bolle, fatture, carta intestata, moduli semplificati, dépliant monocromatici, testi, bigliettini da visita ecc. Questo lavoro veniva realizzato (non per produrre copie ma per creare appunto una specie di pellicola) con una stampante laser collegata al PC o al Mac.